# Péter Szényi
Péter Szényi est un escrimeur hongrois né le 18 mars 1987 à Budapest, pratiquant l'épée.

## Palmarès
- Championnats du monde d'escrime
  -  Médaille d'or par équipe aux Championnats du monde d'escrime 2013 à Budapest
  -  Médaille d'argent par équipe aux Championnats du monde d'escrime 2011 à Catane

- Championnats d'Europe d'escrime
  -  Médaille d'argent par équipe aux Championnats d'Europe d'escrime 2013 à Zagreb
  -  Médaille d'argent par équipe aux Championnats d'Europe d'escrime 2012 à Legnano

- Universiade
  -  Médaille d'or à l'Universiade d'été de 2011 à Shenzhen